# Love on the Brain
«Love on the Brain» es una canción de la cantante barbadense Rihanna. Lanzada el 27 de septiembre de 2016 por Westbury Road y Roc Nation, es el cuarto sencillo de su octavo álbum de estudio, Anti (2016). Joseph Angel, Rihanna y Fred Ball, quien produjo el tema, la escribieron. Inspirada en el doo wop y el soul de las décadas de 1950 y 1960, cuenta con una orquesta que incluye arpegios de guitarra, órgano y cuerdas sincopadas, todo combinado para dar vida a una letra que relata los altibajos intensos de un amor tóxico y conflictivo.
«Love on the Brain» llegó al número uno en la lista de sencillos de Polonia y alcanzó el top veinte en Francia y Nueva Zelanda. Además, se posicionó dentro de los cuarenta más vendidos en países como Austria, Canadá y Alemania. En Estados Unidos, alcanzó el puesto 5 en la lista Billboard Hot 100, convirtiéndose en el vigésimo segundo sencillo de Rihanna en entrar entre los cinco mejores. Con ello, superó a Elvis Presley en la categoría de artistas con más sencillos dentro del top cinco, ocupando el quinto lugar en esa clasificación. Asimismo, fue el trigésimo sencillo de la cantante en ingresar al top diez, empatando con Madonna y The Beatles. El tema recibió la certificación de séptuple platino por la Asociación de la Industria Discográfica de América (RIAA).
Rihanna la interpretó en vivo en su gira Anti World Tour y también la presentó en los Billboard Music Awards y los MTV Video Music Awards de 2016. Diversos artistas han versionado el sencillo, entre ellos Kelly Clarkson, Ava Max y Little Mix.

## Antecedentes y lanzamiento

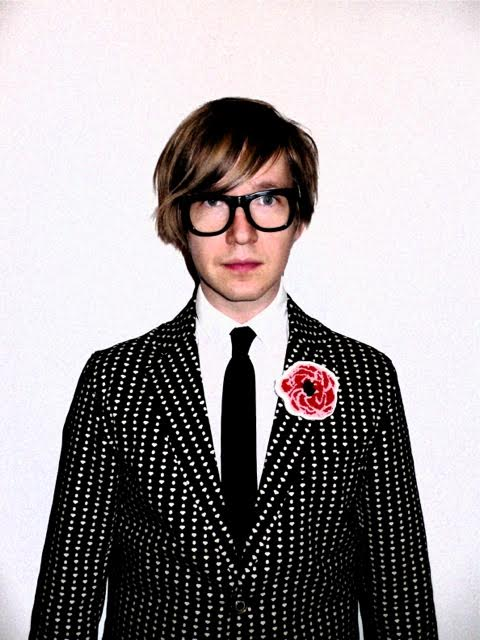
El productor noruego Fred Ball coescribió y produjo la canción.

«Love on the Brain» fue la primera canción encargada para el álbum Anti de Rihanna. Fred Ball, productor y compositor noruego, y Joseph Angel, compositor estadounidense, la escribieron a finales de 2013. La inspiración para el tema vino de Prince y Al Green. Ball dijo que querían un contraste entre un sonido de soul clásico y letras modernas. Mencionó que Amy Winehouse nunca fue solo un pastiche o retro, aunque su música tiene un sonido de soul antiguo. Ball también comentó que no pensaron en Rihanna al crear la canción. Jay Brown, su mánager en Roc Nation, escuchó el tema y quedó encantado, así que se la envió a la cantante, quien mostró interés y escribió letras adicionales.
El productor estadounidense, Kuk Harrell, se encargó de la producción vocal. Ball y Angel aportaron los teclados y la batería. La grabación de la pista ocurrió en los estudios Westlake en Los Ángeles. Marcos Tovar, de Allfadersup, y Harrell realizaron la grabación vocal. Manny Marroquín hizo la mezcla en los estudios Larrabee en North Hollywood, con ayuda de Chris Galland, Jeff Jackson e Ike Schultz. Por su parte, Chris Gehringer efectuó la masterización en los estudios Sterling Sound de Nueva York.
Se anunció que «Love on the Brain» sería una pista grabada en 2015 y se programó para debutar en los Premios Brit de ese año, pero Rihanna decidió no participar. A principios de agosto de 2016, el locutor de radio Mike Adam afirmó que sería el cuarto sencillo del álbum, algo que Rihanna confirmó el 21 de agosto de 2016. El sencillo se envió a las radios rítmicas contemporáneas y urbanas el 27 de septiembre, llegó a la radio pop contemporánea el 11 de octubre y a las estaciones de música adulta contemporánea el 14 de noviembre.

## Composición e interpretación lírica

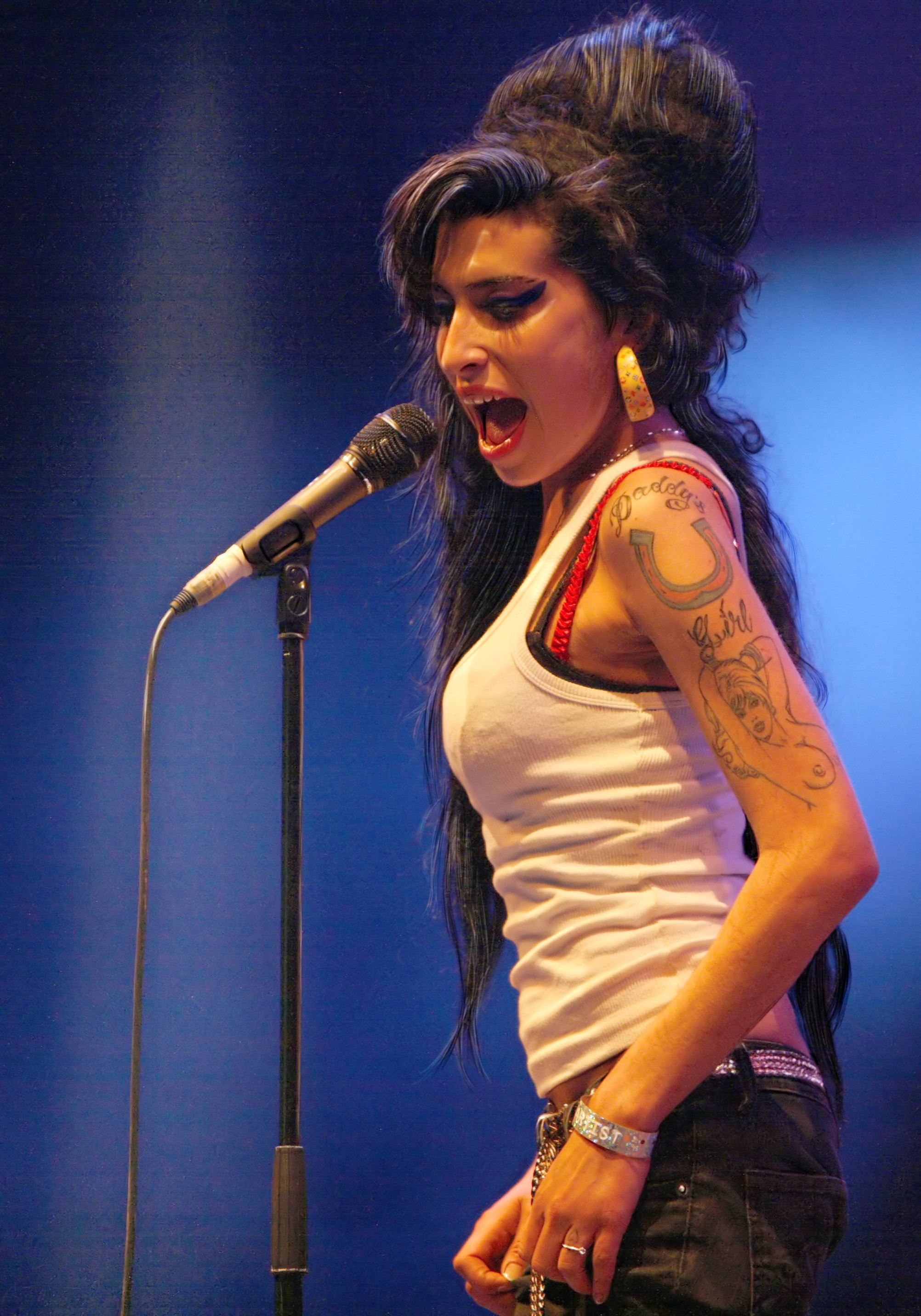
Según algunos críticos, Rihanna canaliza a Amy Winehouse (en la foto) en el tema.

«Love on the Brain» es una balada de doo wop y soul que toma inspiración de los años 1950 y 1960. Presenta un «toque rockero» y su instrumentación incluye un «arpegio de guitarra», un «órgano giratorio», una «progresión de acordes sencilla», cuerdas sincopadas y «una oleada de orquesta». Está escrita en la tonalidad de sol mayor, con un tempo de 57 pulsaciones por minuto en compás cuaternario compuesto (12/8). La progresión consiste en G–Am–Em–D, y el registro vocal de Rihanna abarca desde D3 hasta G5.
La voz de Rihanna es acrobática y destaca por su rango, además oscila entre su «rasgueo característico» y notas altas. A su vez, está acompañada por voces de respaldo en tenor. Forrest Wickman, de Slate, menciona que la canción «diseña una vitrina para la versatilidad vocal de Rihanna: comienza con un canto alto y dulce, luego baja a su pecho para mostrar la parte baja de su registro y finalmente lanza un potente belting. También incluye unos segundos que suenan como el falsete de Frankie Valli». Jordan Bassett, de NME, compara las notas altas de Rihanna con las de Mariah Carey. La revista Vibe y USA Today notan similitudes con el trabajo de Erykah Badu. Los críticos reconocen influencias de Amy Winehouse, Etta James y Sam Cooke, y Christian Kennedy del Michigan Daily menciona la canción «Wake Up Alone» de Winehouse como un referente estilístico que la intérprete toma prestado.
«Love on the Brain» presenta letras oscuras que describen una relación destructiva y adictiva. Esta relación incluye temas que giran en torno al «ir y venir entre los altibajos del amor». Algunos críticos consideran que la canción actúa como una «oda a un amante violento», posiblemente refiriéndose a Chris Brown, tras el muy publicitado caso de violencia doméstica de la pareja y su romance reavivado años más tarde. Ejemplos esto se verían en frases como: «Me golpea negro y azul, pero me hace sentir tan bien / Que no puedo tener suficiente / Debe ser amor en la cabeza». Adam R. Holz, del sitio web PluggedIn, perteneciente a la organización conservadora Enfoque a la Familia, señala que la canción «mezcla nihilismo, lujuria y al menos la presencia metafórica del abuso físico». Jessica Eggert, de Mic, coincide con esta opinión, observando que «Rihanna lleva su corazón a la vista y no toma prisioneros al expresar el dolor de un amor metafóricamente y físicamente dañino, pero indestructible».

## Recepción

### Crítica
«Love on the Brain» fue ampliamente elogiada por la crítica musical. Stephen Thomas Erlewine, de AllMusic, lo nombró como uno de los mejores temas del álbum, destacando cómo la voz de la cantante, a pesar de ser ronca y desgastada, mantenía un control total. Según Erlewine, la artista aprovechó sus imperfecciones vocales de manera impactante, logrando evocar el soul clásico con un toque moderno. Julianne Escobedo Shepherd, de Billboard, la describió como una poderosa pieza doo wop. Comentó que la cantante utilizó un falsete en el estilo de Prince, dejando claro el trabajo con entrenadores vocales de alto nivel, lo que resultó en un perfeccionamiento notable de sus habilidades vocales. Bianca Gracie, de Idolator, también la alabó, señalando que la balada, con su toque áspero y profundo, mostró a la cantante en su mejor momento vocal. Según Gracie, la canción demostró de manera contundente su capacidad para transmitir emociones de una forma intensa.
Emily Mackay, de NME, centró su análisis en el ritmo doo wop, destacando una interpretación vocal cargada de fuerza y dominio. A su juicio, la cantante superó todas las expectativas. Jordan Bassett, también de NME, calificó la canción como absolutamente brillante, señalando que la artista presentó una voz que sorprendió y se diferenciaba de todo lo escuchado anteriormente. Safy-Hallan Farah, de Spin, valoró la destreza vocal y comentó que la interpretación sonaba completamente natural y fluida, sin esfuerzo aparente. James Grabay, de la misma publicación, afirmó que la canción capturó varias épocas musicales, llevando al oyente a través de una experiencia temporal, lo que la hizo sentir atemporal.
Chris Gerard, de PopMatters, comentó que sobresalió entre las demás canciones del álbum debido al estilo vocal de la cantante, que recordaba a Macy Gray en algunos versos. Corbin Reiff, de The A.V. Club, enfatizó los tonos profundos y el alma de la canción, resaltando cómo la voz se convirtió en el eje central de la pieza. Nolan Feeney, de Time, comentó que «Love on the Brain» y «Higher» representaron las interpretaciones vocales más emotivas y conmovedoras de su carrera. Según él, estas elevaron su trabajo a un nuevo nivel artístico. Jessica McKinney, de Vibe, coincidió en que la canción mostró un rango vocal impresionante y un nivel emocional que antes no siempre había sido tan evidente en su música.
Neil McCormick, de The Daily Telegraph, afirmó que no era solo un himno de soul retro de tempo medio, sino que, dentro del contexto del álbum Anti, se convirtió en una auténtica obra maestra del pop que dejó una impresión duradera. Eric Renner Brown, de Entertainment Weekly, la describió como hipnótica y aseguró que la artista alcanzó algunos de los mejores momentos vocales de su carrera, consolidando su estatus como una de las grandes figuras de su generación. Sarah Rodman, de The Boston Globe, destacó la interpretación de la cantante, en especial al cantar «No dejes de amarme», aportando una crudeza e intensidad únicas.
Da'Shan Smith, de Billboard, explicó que «Love on the Brain» no solo se convirtió en un éxito en la radio pop de 2017, sino que también influyó en la aparición de muchas baladas retro en diferentes géneros. Además, contribuyó a popularizar ese estilo en la música pop contemporánea. Incluso, Marilyn Manson afirmó que Anti, especialmente «Love on the Brain», influyó profundamente en su propio disco Heaven Upside Down. El sencillo también fue nominado a mejor canción pop en los Teen Choice Awards de 2017.

### Comercial

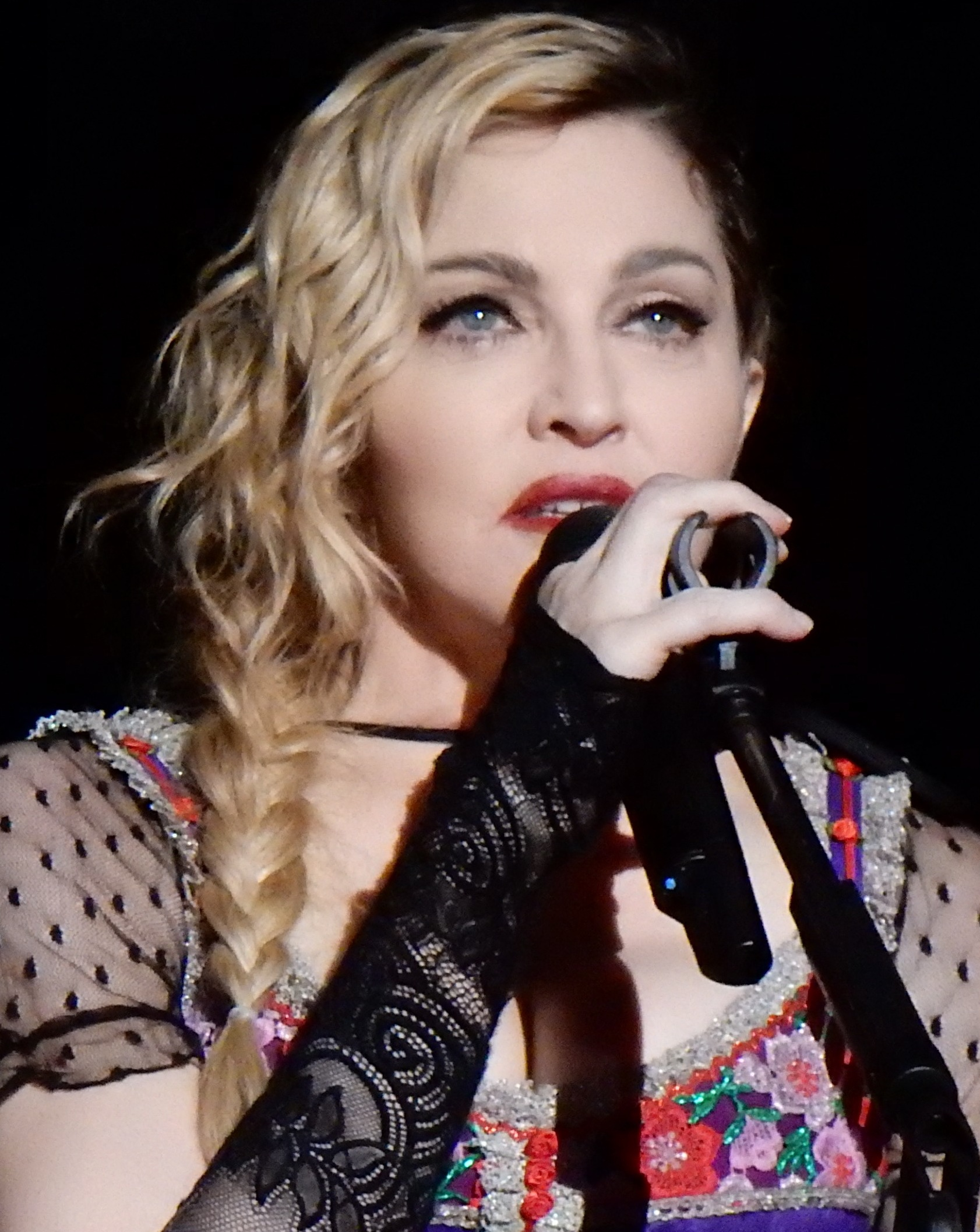
Con «Love on the Brain», Rihanna se convirtió en la segunda artista femenina con más sencillos entre los diez primeros de la lista Billboard Hot 100, sólo por detrás de Madonna (en la foto).

De manera poco común para una superestrella establecida, el tema logró un éxito lento pero seguro, y finalmente llegó a su punto más alto varios meses después de su lanzamiento inicial. Tras la actuación de Rihanna en los Billboard Music Awards de 2016, la canción debutó en el Billboard Hot 100 de Estados Unidos en el puesto número 83, marcando la 55.ª entrada de la cantante en dicha lista. Luego, cuando fue lanzado como sencillo en noviembre de 2016, reingresó en la lista en el puesto 80. En su sexta semana en el Hot 100, subió al puesto 34, convirtiéndose en el tercer sencillo de Anti en llegar al top 40 y en el 46.º éxito de Rihanna dentro de esa categoría, colocándola en la tercera posición entre las mujeres con más entradas entre los cuarenta mejores. Apenas dos semanas después, alcanzó el puesto 20, consolidándose como el tercer tema de Anti en llegar al top 20, y sumando su 42.º éxito en esa categoría. En su decimoctava semana, dio un salto significativo del puesto 13 al 8, logrando que Rihanna alcanzara su trigésimo éxito en el top 10. Con esta hazaña, rompió el empate con Michael Jackson, con quien compartía veintinueve sencillos en el top 10. Rihanna se convirtió en la artista con la tercera mayor cantidad de éxitos en el top 10 de la historia del Hot 100, solo detrás de Madonna y The Beatles, con 38 y 34 entradas, respectivamente. Además, Billboard destacó que fue la segunda vez en la historia que un artista acumulaba treinta sencillos en el top 10 en tan poco tiempo.
En marzo de 2017, alcanzó el puesto 5, lo que añadió el 22.º éxito de Rihanna en el top 5, superando a Elvis Presley, quien tenía veintiún temas en esa categoría.
En noviembre de 2016, entró en la lista Hot R&B/Hip-Hop Songs en el puesto número 30. En esa misma semana, fue la pista más añadida en las emisoras de radio de éxitos contemporáneos, lo que provocó su ascenso al puesto 24 en la lista Billboard Pop Songs. Desde entonces, la canción llegó al puesto 6 en ambas listas. En enero de 2017, el sencillo se convirtió en el vigésimo octavo de la cantante en entrar al top 10 de la lista Radio Songs, ampliando su récord como la artista con más temas en esa categoría. Además, alcanzó el primer lugar en la lista Dance Club Songs de Estados Unidos, siendo su vigésimo octavo número uno en esta categoría, quedando solo detrás de Madonna, quien tiene cuarenta y seis.
En Canadá, la pista debutó en el puesto 22 del Canadian Hot 100 tras su lanzamiento como sencillo y volvió a entrar en el top 40 en diciembre de 2016. En Nueva Zelanda, debutó en el puesto 40 con el lanzamiento de Anti y alcanzó el puesto 15 en las semanas siguientes, convirtiéndose en el trigésimo segundo sencillo de la intérprete en el top 20. De manera similar, en Francia, la pista ingresó a las listas tras el lanzamiento de Anti en el puesto 71 y alcanzó un nuevo pico en el puesto número 12 semanas después, consolidándose como el segundo sencillo de Anti en llegar al top 20. En Austria, la canción debutó en el puesto número 53 y alcanzó su máximo en el número 7. En Alemania, debutó en el número 100 y llegó a su pico en el puesto número 21, siendo el segundo sencillo más exitoso del álbum en esa lista. En Polonia, el tema llegó al número uno durante cuatro semanas no consecutivas en 2016.

## Actuaciones en vivo
Rihanna incluyó el tema en el encore de su gira musical Anti World Tour. Después de asistir al espectáculo en el estadio de Wembley, Lewis Corner, de Digital Spy, no dudó en llamar a la actuación «un triunfo», subrayando que el tono de la cantante en el estilo Motown fue una «pura alegría». Michael Cragg, de The Guardian, afirmó con contundencia que la presentación tuvo tal nivel de convicción que parecía que el público estaba viendo a una artista completamente distinta. El 22 de mayo de 2016, Rihanna la interpretó en los Billboard Music Awards, y Billboard destacó este momento como uno de los más sobresalientes de todo el evento. Sarah Grant, de Rolling Stone, describió la interpretación como una «actuación en solitario desgarradora», y no dudó en compararla con Whitney Houston debido al poder y la intensidad de sus voces, una verdadera tormenta vocal.
El 28 de agosto de 2016, la intérprete recibió el premio Michael Jackson Video Vanguard en los MTV Video Music Awards. Para celebrar este honor, ofreció un popurrí que incluyó «Stay», «Diamonds» y su nuevo sencillo. Christopher Rosa, de Glamour, describió la presentación como «impresionante», llena de emoción y poder. Billboard subrayó la calidad de su voz al decir: «Sus vocales, a menudo subestimadas por críticos y fanáticos por igual, fueron no solo hermosas sino impresionantes, dejando claro que, más allá de sus éxitos en las listas y su actitud despreocupada, Rihanna tiene una voz extraordinaria, una voz que la ha llevado hasta donde está ahora».

## Versiones
El 19 de mayo de 2016, «Love on the Brain» se presentó en el final de la temporada 12 del drama médico de larga duración Grey's Anatomy. La canción llegó a la cima de la lista Top TV Songs Chart gracias a 40 000 etiquetas en Shazam. En ese mismo mes, se realizaron 45 000 descargas y se registraron 8.1 millones de reproducciones en Estados Unidos. La cantante estadounidense Kelly Clarkson la interpretó durante una sesión en vivo en Facebook, el 26 de agosto de 2016. La cantante danesa MØ hizo una versión de la canción en el segmento Live Lounge de BBC Radio 1Xtra. La banda femenina británica Little Mix también la versionó en el escenario Honda de iHeartRadio. En febrero de 2019, la actriz británica de telenovelas Jane Danson interpretó el tema en el programa Dancing on Ice. Esta actuación hizo que el sencillo regresara a la lista de iTunes del Reino Unido en el puesto 45 esa misma noche. En abril de 2020, el rapero y cantante estadounidense Machine Gun Kelly realizó una versión durante sus «Lockdown Sessions», a petición de Marilyn Manson. Esta versión ofreció un toque pop punk, y Machine Gun Kelly incluyó un solo de guitarra al final de la pista. Esta versión fue añadida como pista extra en su quinto álbum, Tickets to My Downfall. En mayo de 2020, Devon Gilfillian lanzó una versión original de la canción, que estaba disponible solamente en Amazon Music.

## Posicionamiento en listas
| Listas (2016–2017)                        | Mejor posición |
| ----------------------------------------- | -------------- |
| Australia (ARIA)                          | 100            |
| Austria (Ö3 Austria Top 40)               | 7              |
| Bélgica (Flandes) (Ultratop 50)           | 33             |
| Bélgica (Ultratop Flanders Urban)         | 8              |
| Bélgica (Valonia) (Ultratop 50)           | 16             |
| Canadá (Canadian Hot 100)                 | 22             |
| Canadá (Canada AC)                        | 6              |
| Canadá (CHR/Top 40)                       | 4              |
| Canadá (Hot AC)                           | 8              |
| República Checa (Singles Digitál Top 100) | 80             |
| Finlandia (Radiosoittolista)              | 46             |
| Francia (SNEP)                            | 12             |
| Alemania (Offizielle Deutsche Charts)     | 21             |
| Grecia (IFPI)                             | 16             |
| Grecia (Foreign Airplay Chart) (IFPI)     | 5              |
| Hungría (Rádiós Top 40)                   | 23             |
| Hungría (Single Top 40)                   | 34             |
| Islandia (RÚV)                            | 2              |
| Países Bajos (Dutch Top 40 Tipparade)     | 6              |
| Nueva Zelanda (Recorded Music NZ)         | 15             |
| Polonia (Polish Airplay Top 100)          | 1              |
| Portugal (AFP)                            | 32             |
| Rumania (Radiomonitor)                    | 16             |
| Escocia (Scottish Singles Sales Chart)    | 59             |
| Eslovenia (SloTop50)                      | 26             |
| España (Top 100 Canciones)                | 24             |
| Suecia (Sverigetopplistan)                | 96             |
| Suiza (Schweizer Hitparade)               | 26             |
| Reino Unido (UK R&B Chart)                | 28             |
| Estados Unidos (Billboard Hot 100)        | 5              |
| Estados Unidos (Adult Contemporary)       | 9              |
| Estados Unidos (Adult Top 40)             | 7              |
| Estados Unidos (Hot Dance Club Songs)     | 1              |
| Estados Unidos (Dance/Mix Show Airplay)   | 1              |
| Estados Unidos (Hot R&B/Hip-Hop Songs)    | 3              |
| Estados Unidos (Mainstream Top 40)        | 3              |
| Estados Unidos (Rhythmic)                 | 4              |

| Lista (2023)           | Mejor posición |
| ---------------------- | -------------- |
| Global 200 (Billboard) | 58             |

| Listas (2016)              | Posición |
| -------------------------- | -------- |
| Polonia (ZPAV)             | 42       |
| Estados Unidos (Billboard) | 32       |

| Listas (2017)                                     | Posición |
| ------------------------------------------------- | -------- |
| Argentina (Monitor Latino)                        | 63       |
| Austria (Ö3 Austria Top 40)                       | 66       |
| Bélgica (Ultratop Wallonia)                       | 70       |
| Bélgica R&B/Hip-Hop (Ultratop Wallonia)           | 17       |
| Canadá (Canadian Hot 100)                         | 73       |
| Francia (SNEP)                                    | 141      |
| Islandia (Tónlistinn)                             | 19       |
| Suecia (Schweizer Hitparade)                      | 76       |
| Estados Unidos Billboard Hot 100                  | 33       |
| Estados Unidos Adult Contemporary (Billboard)     | 20       |
| Estados Unidos Adult Top 40 (Billboard)           | 27       |
| Estados Unidos Hot Dance Club Songs (Billboard)   | 3        |
| Estados Unidos Dance/Mix Show Airplay (Billboard) | 23       |
| Estados Unidos Hot R&B/Hip-Hop Songs (Billboard)  | 21       |
| Estados Unidos Mainstream Top 40 (Billboard)      | 14       |
| Estados Unidos Rhythmic (Billboard)               | 20       |

## Certificaciones
| País           | Organismo certificador | Certificación | Ventas certificadas | Ref.    |
| -------------- | ---------------------- | ------------- | ------------------- | ------- |
| Bélgica        | BEA                    | Oro           | 10 000              | [ 123 ] |
| Brasil         | Pro-Música Brasil      | Platino       | 60 000              | [ 124 ] |
| Canadá         | Music Canada           | Platino       | 80 000              | [ 125 ] |
| Dinamarca      | IFPI Dinamarca         | Oro           | 30 000              | [ 126 ] |
| Nueva Zelanda  | RMNZ                   | Oro           | 7500                | [ 127 ] |
| Estados Unidos | RIAA                   | 7× Platino    | 7 000               | [ 128 ] |
| Francia        | SNEP                   | Platino       | 150 000             | [ 129 ] |
| Italia         | FIMI                   | Oro           | 25 000              | [ 130 ] |
| Suecia         | IFPI — Suecia          | Oro           | 20 000              | [ 131 ] |
| Reino Unido    | BPI                    | Plata         | 200 000             | [ 132 ] |